# Панайотіс Глікос
Панайотіс Глікос (грец. Παναγιώτης Γλύκος, нар. 3 червня 1986, Волос) — грецький футболіст, воротар клубу ПАОК та національної збірної Греції.

## Клубна кар'єра
У дорослому футболі дебютував 2004 року виступами за команду клубу «Олімпіакос» (Волос), в якій провів три сезони, взявши участь у 20 матчах чемпіонату.
Своєю грою за цю команду привернув увагу представників тренерського штабу клубу ПАОК, до складу якого приєднався 2007 року. Відіграв за клуб із Салонік наступні два сезони своєї ігрової кар'єри, через що 2009 року здавався в оренду в клуби «Олімпіакос» (Волос) та «Агротікос Астерас».
До складу ПАОК повернувся 2011 року, після чого став виходити в матчах за першу команду.

## Виступи за збірну
5 березня 2014 року дебютував в офіційних матчах у складі національної збірної Греції в товариському матчі проти Південної Кореї (0:2).
Влітку того ж року поххав у складі збірної на чемпіонат світу в ПАР, де зіграв в одному матчі проти збірної Кот-д'Івуару (2:1).
Наразі провів у формі головної команди країни 5 матчів, пропустивши 6 голів.

## Титули і досягнення
- Чемпіон Греції (1):

ПАОК: 2018–19
- Володар Кубка Греції (3):

ПАОК: 2016–17, 2017–18, 2018–19